# Frédéric Werst
Frédéric Werst (né Frédéric Weiss en 1970) est un écrivain français. En 2011, il livre comme premier roman,  Ward Ier – IIe siècle, dans lequel l'auteur présente un peuple imaginaire, celui des Wards, qui parle une langue nommée wardwesân. L'ouvrage est rédigé dans cette langue construite par l'auteur et traduite par lui en français, les pages en langue originale et la traduction étant disposées en vis-à-vis. Il publie une suite à cette œuvre bilingue en 2014, intitulée Ward IIIe siècle, dont la préface est rédigée par Émile Wathad.

## Biographie
Frédéric Weiss naît à Paris en 1970. Il est agrégé de lettres modernes (1994), et par ailleurs diplômé de l'École normale supérieure (Paris) en section littéraire[Information douteuse]. Il enseigne au Lycée Lavoisier, un lycée du 5e arrondissement de Paris.
En 2007, il renoue avec une passion qui le tient depuis l'adolescence, à savoir inventer des langues, des peuples et des mondes fictifs.
Son premier roman se démarque par son sujet et sa nature atypiques et des réactions dans la presse relèvent l’ampleur de l’entreprise de création,. Son œuvre est mentionnée dans deux ouvrages traitant de la question des langues construites dans la fiction, et dans une encyclopédie de l'imaginaire. Notamment, Frédéric Landragin note que la présentation bilingue de l'ouvrage pousse plus loin que Tolkien dans le domaine des langues imaginaires,. À noter que Tolkien a inventé plusieurs langues et non une seule comme Weiss, de plus, Tolkien avait d'autres priorités comme la création d'un monde beaucoup plus vaste et développé.

## Méthode
Werst explique ainsi sa méthode d'écriture : « J’écris directement en wardwesân puis je traduis en français, soit immédiatement, soit avec un délai, ce qui me permet d’être dans un véritable exercice de traduction puisque j’ai alors oublié ce que j’ai écrit, je redécouvre les textes ».
Si son œuvre, de par sa nature bilingue français-langue construite, est parfois comparée à celle de Tolkien, célèbre inventeur de langues, l'auteur déclare[réf. souhaitée] ne l’avoir jamais lu et s’en distinguer fortement parce que Tolkien n′avait pas rédigé de textes entiers directement dans les langues elfiques, et que la mythologie qu′il propose reste tributaire des modèles européens sans les questionner.

## Engagements
Parallèlement à son activité de romancier, Frédéric Werst, rejoint par Eugène Green et Olivier Rolin, s'oppose au projet de loi de 2013 qui préconise la généralisation de l'anglais au détriment du français dans les universités afin d'attirer les étudiants étrangers.

## Œuvre
- 2011 : Ward Ier – IIe siècle, roman, éditions du Seuil, collection Fiction & Cie  (ISBN 978-2-02-103572-8)
- 2014 : Ward IIIe siècle, roman, éditions du Seuil, collection Fiction & Cie  (ISBN 978-2021138368)

## Prix et distinctions
- « Prix découverte France 2011 » de la rédaction du magazine Lire pour Ward Ier – IIe siècle[11].